# Grønsund Færgegård
Grønsund Færgegård er en fredet færgegård, der ligger på det nordøstlige hjørne af Falster, omrknig 5 km øst for Stubbekøbing. I omkring 200 år var det udgangspunkt for færgefarten mellem Falster og Møn i det sydøstlige Danmark. Grønsund er strædet mellem de to øer, som færgegården ligger ud til.
Bygningen blev opført 1731, og der blev opført en stald til rejsende i 1750, og begge blev fredet i 1950.
Det er en kalket bindingsværksbygning med stråtækt valmtag.
I dag er bygningen i privat eje. En sten med inskription mindes, at Marie Grubbe boede der i starten af 1700-tallet.